# بين سميث
بين سميث (بالإنجليزية: Ben Smith)‏ (5 سبتمبر 1986 المملكة المتحدة - ) هو لاعب كرة قدم بريطاني يلعب كحارس مرمى.

## روابط خارجية
- بين سميث على موقع قاعدة بيانات كرة القدم.إي يو (الإنجليزية)
- بين سميث على موقع Soccerbase.com (لاعب) (الإنجليزية)